# Mahnmal für die Opfer der Zwangssterilisation im Nationalsozialismus

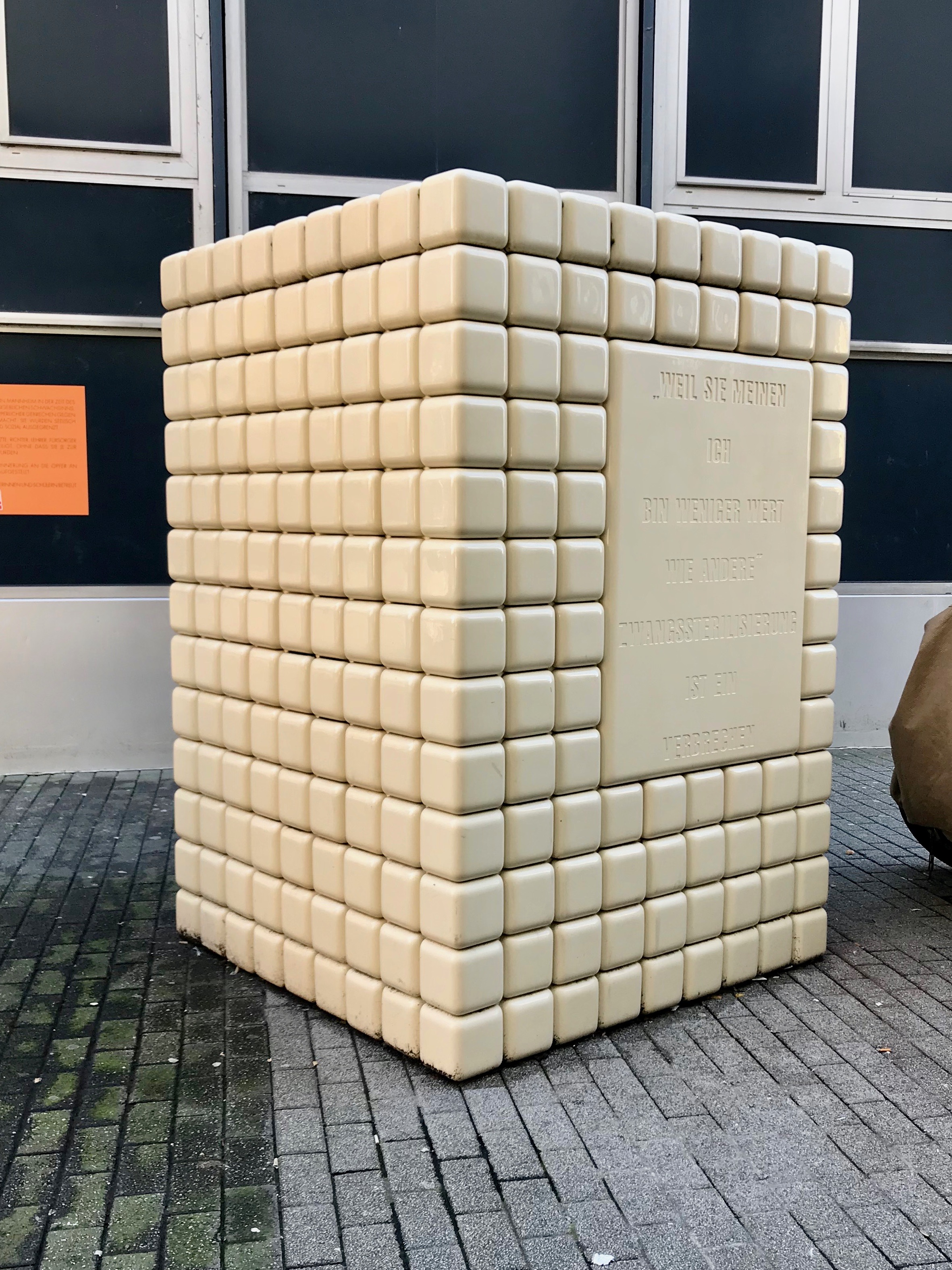
Das Mahnmal am Standort Fachbereich Gesundheit bzw. Jugendamt

Das Mahnmal für die Opfer der Zwangssterilisation im Nationalsozialismus ist ein von dem Künstler Michael Volkmer geschaffenes Mahnmal, das keinen festen Standort besitzt und seit 2013 im jährlichen Wechsel bei den Institutionen in Mannheim aufgestellt wird, die die Zwangssterilisationen in der Zeit des Nationalsozialismus aktiv unterstützt haben.

## Beschreibung
Das Mahnmal ähnelt einem riesigen Stolperstein. An der Front des Mahnmals ist als Inschrift die Aussage eines Opfers zu finden („Weil sie meinen ich bin weniger wert wie andere“) und der Verweis „Zwangssterilisierung ist ein Verbrechen“. Die Skulptur wird an Institutionen und Orten aufgestellt, an denen in den Zeiten des Nationalsozialismus das Thema Zwangssterilisation präsent war und aktiv unterstützt worden ist.
Der Künstler Michael Volkmer beschreibt seine künstlerische Idee folgendermaßen:

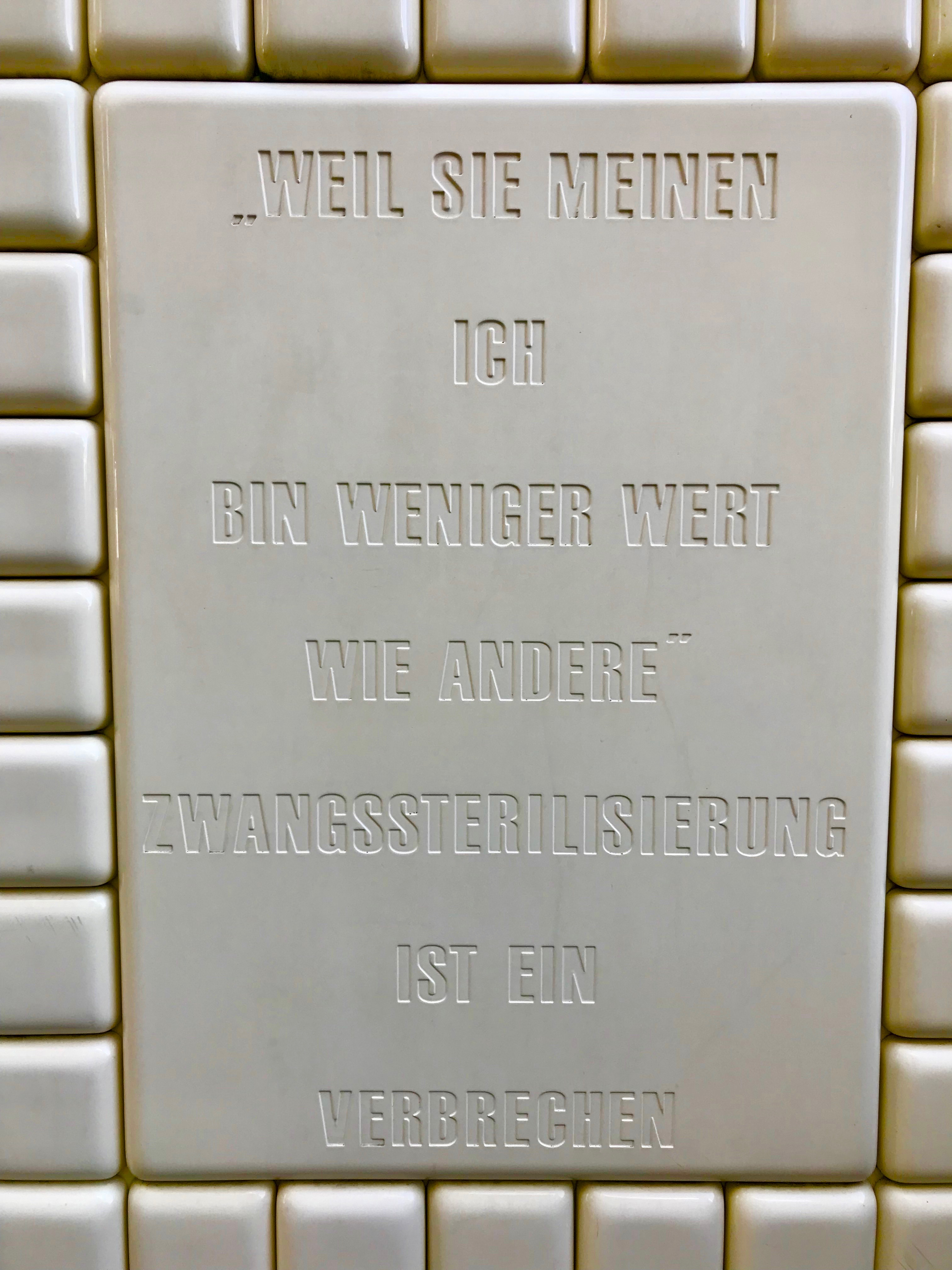
Inschrift des Mahnmals

## Geschichte
In der Zeit des Nationalsozialismus wurden in Mannheim aufgrund des am 14. Juli 1933 verabschiedeten „Gesetzes zur Verhütung erbkranken Nachwuchses“ über 1000 Menschen wegen „Schwachsinns“ als angeblicher Erbkrankheit, seelischer Krankheiten und körperlicher Gebrechen gegen ihren Willen zwangssterilisiert. Die Opfer wurden sozial ausgrenzt und seelisch sowie körperlich verstümmelt. An der Durchführung der Zwangssterilisation waren Ärzte, Richter, Lehrer, Fürsorger und viele Denunzianten beteiligt, die nie zur Verantwortung gezogen wurden. Das Mahnmal entstand auf Initiative des „Arbeitskreises Justiz und Geschichte des Nationalsozialismus in Mannheim“. 2012 schrieb die Stadt Mannheim einen Wettbewerb für die Erstellung eines transportablen Mahnmals aus, den Michael Volkmer gewann. Seit 2013 wird das Mahnmal zur Erinnerung an die Opfer an den Orten des Verbrechens aufgestellt.

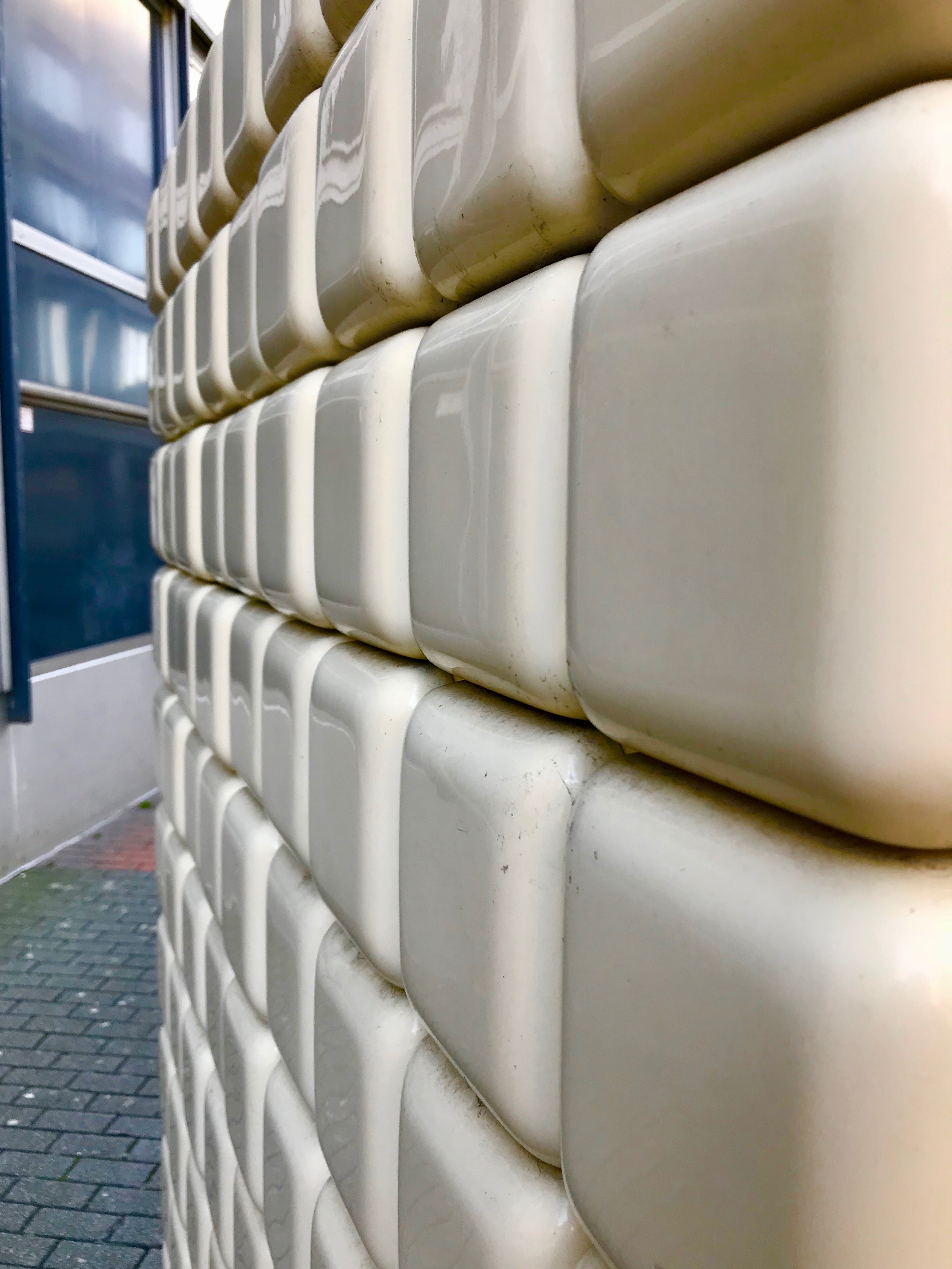
Jeder einzelne Würfel unterscheidet sich in seiner Größe

## Standorte
Der erste Standort des mobilen Mahnmals war das Amtsgericht Mannheim in der Bismarckstraße, das in der Zeit des Nationalsozialismus auch als „Erbgesundheitsgericht“ diente. Es folgten Standorte an der Universitätsmedizin Mannheim, am Diakonissenkrankenhaus und dem Fachbereich Gesundheit bzw. Jugendamt, an dem es sich von 2017 bis 2019 befindet.
Je Standort übernehmen nach Möglichkeit verschiedene Schulen eine Patenschaft und geben diese nach einem Jahr wieder an andere Schulen weiter. Sinn dieser Patenschaft ist eine inhaltliche Auseinandersetzung mit dem Thema Zwangssterilisation.
Folgende Schulen übernahmen bereits eine Patenschaft:
- Friedrich-List-Schule (Schuljahr 2013/14)[5]
- Ursulinen-Gymnasium (Schuljahr 2014/15)[6]
- Ludwig-Frank-Gymnasium (Schuljahr 2015/16)[7][8]
- Heinrich-Lanz-Schule II, Johann-Sebastian-Bach-Gymnasium, Wilhelm-Wundt-Realschule (Schuljahr 2016/17)[9]
- Eberhard-Gothein-Schule, Max-Hachenburg-Schule (Schuljahr 2017/18)[10]
- Karl-Friedrich-Gymnasium, Tulla-Realschule (Schuljahr 2018/19)[11]

Im Jahr 2018 wurde auf Initiative der Max-Hachenburg-Schule zusätzlich zum physischen Mahnmal eine Online-Präsenz geschaffen. Ziel dieser Website ist es zum einen, Schülerinnen und Schülern einen Raum für Beiträge zu bieten, die sich mit den thematischen Aspekten der Zwangssterilisation und dem Mahnmal auseinandersetzen. Zum anderen sollen somit dem Betrachter des Mahnmals weitere Hintergrundinformationen zugänglich gemacht werden.